# Olvido

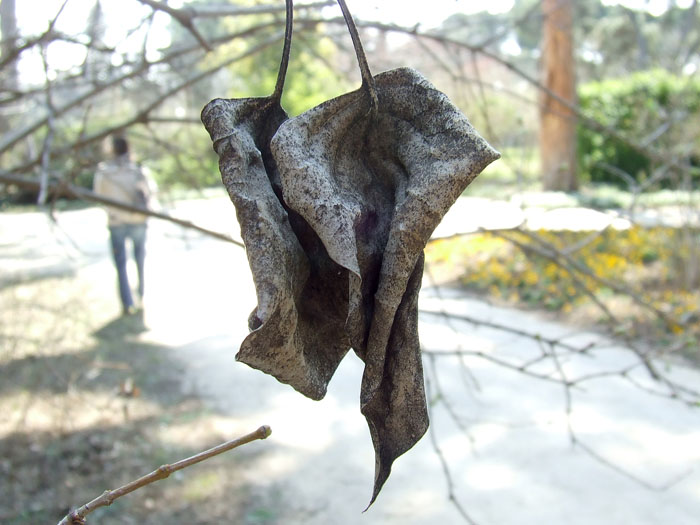
Metáfora visual del olvido

El olvido es una acción involuntaria que consiste en dejar de recordar (o de almacenar en la memoria) la información adquirida. A menudo el acto de olvidar se produce por el aprendizaje interferente, que es el aprendizaje que sustituye a un recuerdo no consolidado en la memoria, y lo "desaparece" de la conciencia. Hay que recordar que uno recuerda que ha olvidado algo, es decir, que sabe que tenía un conocimiento que ya no está allí, es decir, tener conciencia de haber tenido eso. Así, los recuerdos olvidados no desaparecen, sino que son sepultados en el inconsciente.[cita requerida]

## Tipos de olvido
Fuera del olvido normal (por aprendizaje interferente), existen otros tres tipos de olvido, que se pueden clasificar en otros tres grandes grupos (serían cuatro, con el olvido normal): olvido traumático, olvido psicológico y olvido fisiológico:
- El olvido traumático es amnesia de distintos tipos, causada por golpes en la cabeza, y puede consistir en el olvido repentino de lo anterior al golpe o en la desaparición periódica de recuerdos.
- El olvido psicológico es el olvido causado por una alteración del funcionamiento mental habitual, debido a un problema emocional, hipnosis, etcétera. También suele suceder cuando la persona se halla sometida a mucho estrés o a grandes presiones (en especial, cuando en los empleos les asignan plazos difíciles de cumplir en poco tiempo y no se tienen los recursos apropiados).
- El olvido fisiológico es causado por problemas en el desarrollo de ciertas partes del cerebro o sistema nervioso. Por ejemplo, una formación incompleta del sistema límbico. Un caso común de este tipo de problema es cuando un paciente no tiene recuerdos claros de su niñez.
- Existe también el olvido causado por el uso de psicotrópicos (sustancias que alteran el funcionamiento normal del cerebro), pero este no es natural, y no entra en los cuatro grandes tipos de olvido. Una persona bajo los efectos de ciertos fármacos (véase fármacos alucinógenos) puede alterar su capacidad de recordar algunos eventos.

## Bases neurofisiológicas
El olvido normal permanente y no traumático, como el ocurrido por haber pasado un largo tiempo de una experiencia o por la pérdida de entrenamiento de cierta habilidad, tiene que ver con el debilitamiento de ciertas conexiones sinápticas. A mediados del siglo XX, se pudo determinar, con razonable seguridad, que el aprendizaje era el fruto de la modificación de las conexiones sinápticas entre neuronas. Las neuronas sufren cambios de potencial eléctrico, que se transmite a través de sus axones y recibidos por otras neuronas en sus dendritas. La activación frecuente de un contacto o sinapsis produce un reforzamiento de la misma. Análogamente, se conjetura que la falta de actividad en una conexión sináptica de la neurona presináptica o postsináptica produce un decaimiento exponencial de la efectividad de dicha sinapsis. Si un determinado recuerdo se evoca muy poco frecuentemente el efecto de decaimiento natural supera al efecto del reforzamiento por el uso y se produce una pérdida de efectividad progresiva de la sinapsis, que acaba por afectar a algún circuito neuronal que interviene en el recuerdo o la habilidad perdida.[cita requerida]
En las personas de edad avanzada, cuando los olvidos se hacen recurrentes y cada vez más frecuentes pueden ser indicio del inicio de la enfermedad de Alzheimer.[cita requerida]

## Teorías del olvido
- La teoría de interferencia considera que el olvido se debe a la interferencia de ciertos recuerdos sobre otros. Existen dos tipos de interferencias: la proactiva y la retroactiva.[cita requerida]
- La interferencia proactiva tiene lugar cuando la información aprendida dificulta la retención de la información reciente. Este tipo de interferencia podría explicar por qué las personas políglotas que están aprendiendo una lengua nueva tienen problemas para retener las nuevas palabras ya que las aprendidas anteriormente salen a flote, de forma que se produce una especie de miscelánea. O cuando tratamos de memorizar nuestro nuevo número de teléfono pero no podemos dejar de recordar el antiguo que estuvimos usando durante tanto tiempo, de modo que mezclamos ambos de forma desastrosa. Estos no son más que ejemplos cotidianos que se ven fundados por diversos estudios. En 2001, Lustig y Hasher hicieron un experimento que demuestra esta teoría. Ellos pidieron a los participantes que completaran fragmentos de palabras; por ejemplo A_L__GY. A continuación, los participantes debían escribir la primera palabra apropiada que les viniese a la mente (Allergy). Tras esto, los participantes presentaron problemas para rellenar los huecos en palabras nuevas y muy semejantes, como es el caso de A_A__GY (Analogy). Jacoby, Debner y Hay (2001) argumentaron que las interferencias proactivas se podían deber a problemas de recuperación de la respuesta adecuada o bien, a la fuerza que tenía la respuesta inicialmente aprendida. Se decantaron por esta segunda opción. No se trata de un problema, o falta de capacidad para discriminar la respuesta correcta, lo que ocurre es que lo que ya está aprendido en nuestra memoria tiene más peso. Parece ser, que algunas personas son menos susceptibles de sufrir esta interferencia debido a su superior memoria de trabajo.[cita requerida]
- La interferencia retroactiva tiene lugar cuando la información nueva dificulta la retención de la información que se aprendió con anterioridad. Es el caso en que un estudiante aprende una lista de verbos en francés para un examen y al día siguiente estudia una lista de verbos en inglés. Posiblemente cuando quiera recordar la lista de verbos en francés tenga ciertas dificultades para hacerlo. Isurin hizo un estudio con gente bilingüe: es presentaba fotos de objetos y escribían en ellas el nombre del objeto en ruso o hebreo. Luego de esto, se les presenta las mismas fotos con el nombre en el otro idioma. Cuantas más veces se exponían los sujetos a la segunda lista de palabras más les costaba a los participantes recordar las palabras en el idioma anterior. Deward, Cowan y Della Sala encontraron en 2007 que la interferencia se da incluso cuando no ha habido nuevo aprendizaje. En su estudio los participantes aprendían una lista de palabras y luego eran expuestos a diferentes tareas como detectar sonidos o diferenciar objetos. Concluyeron que la interferencia retroactiva ocurre de dos modos: 1) Al realizar cualquier esfuerzo mental durante el intervalo de retención. 2) Al aprender material similar al anterior u original. Más tarde, en 2004, Lustig, Konkel y Jacoby identificaron dos posibles razones que explicaran dicha interferencia: 1) Problemas con los procesos controlados (por ejemplo, búsqueda activa por la respuesta correcta). 2) Problemas con los procesos automáticos como es el caso de la alta accesibilidad a la respuesta incorrecta. De esto hayamos que los procesos automáticos son de mayor importancia en la interferencia retroactiva. En otras palabras, los procesos automáticos hacen que la respuesta incorrecta sea accesible, y la gente usa  procesos de control para disminuir los efectos de las interferencias.[cita requerida]

Como en todas las teorías, la teoría de la interferencia tiene ciertas limitaciones. Por ejemplo, hace énfasisven los efectos de la interferencia sólo en la memoria declarativa o explicativa, no en la memoria implícita. Así mismo, la teoría explica por qué se da el olvido, pero no explica la evolución de la tasa de olvido.[cita requerida]